# Wilhelm Gotthelf Lohrmann
 (juillet 2023).
Si vous disposez d'ouvrages ou d'articles de référence ou si vous connaissez des sites web de qualité traitant du thème abordé ici, merci de compléter l'article en donnant les références utiles à sa vérifiabilité et en les liant à la section « Notes et références ».
Wilhelm Gotthelf Lohrmann (31 janvier 1796 – 20 février 1840) est un cartographe, astronome et météorologue saxon, impliqué dans l'enseignement des sciences.

## Biographie
Wilhelm Gotthelf Lohrmann est né à Dresde, fils d'un maçon. En 1810, il suit des études à la Pfeilschmidtschen Garnisonsschule, puis étudie l'architecture. Sa mère meurt en 1812, son père en 1817 et sa première épouse, Christiane Amalie, en 1827. Le couple s'est marié en 1819 et ils a six enfants. Wilhelm se remarie en 1828 avec Henriette.
En 1821, il fait des observations de la Lune, ce qui lui permet d'établir une « Mondkärtchen » (carte lunaire). Cette carte est ensuite améliorée en 1824 sous le nom « Topographie der sichtbaren Mondoberfläche » (Topographie de la surface visible de la lune), et les quatre sections sont maintenant conservées en tant qu'œuvre historique à la bibliothèque de la Technische Universität Dresden. Ses cartes sont achevées en 1836, mais ne sont pas publiées avant sa mort. En 1878, Johann Schmidt édite et publie l'ensemble des 25 sections de la carte sous le titre « Mondkarte in 25 Sektionen ». Elles sont republiées en 1963. Ses cartes utilisent une projection orthographique de la surface vue à la libration moyenne.
Il est à l'origine de la création de la Technische Bildungsanstalt Dresden (École technique de Dresde) le 1er mai 1828, et il est le premier directeur de cette institution.
L'instrument de Wilhelm est plus tard utilisé par Samuel Heinrich Schwabe pour ses observations du Soleil et des taches solaires. L'astéroïde (4680) Lohrmann porte son nom, ainsi que la cratère Lohrmann (en) sur la Lune.

## Publications
- (de) Wilhelm Gotthelf Lohrmann, Topographie der Sichtbaren Mondoberflache, Dresden-Leipzig, Verf, 1824, 110 p..
- (de) Wilhelm Gotthelf Lohrmann et al., Mondkarte in 25 Sektionenlieu=Leipzig, J. A. Barth, 1963, 30 p..